# Михайлівська сільська рада (Березівський район)
Михайлівська сільська́ ра́да — колишня адміністративно-територіальна одиниця та орган місцевого самоврядування в Березівському районі Одеської області. Адміністративний центр — село Михайлівка.

## Загальні відомості
Червоноволодимирівська сільська рада утворена в 1992 році.
- Територія ради: 67,496 км²
- Населення ради: 733 особи (станом на 2001 рік)

## Населені пункти
Сільській раді підпорядковані населені пункти:
- с. Михайлівка
- с. Котовка
- с. Юркове

## Населення
За переписом населення 2001 року в сільській раді мешкали 733 особи.

### Мова
Розподіл населення за рідною мовою за даними перепису 2001 року:
| Мова       | Відсоток |
| ---------- | -------- |
| українська | 96,04 %  |
| російська  | 1,5 %    |
| болгарська | 1,09 %   |
| гагаузька  | 0,55 %   |
| молдовська | 0,55 %   |
| білоруська | 0,14 %   |
| румунська  | 0,14 %   |

## Склад ради
Рада складається з 12 депутатів та голови.
- Голова ради: Попович Володимир Іванович
- Секретар ради: Біферт Наталія Францівна

### Керівний склад попередніх скликань
| Прізвище, ім'я, по батькові | Основні відомості                                                 | Дата обрання | Дата звільнення |
| --------------------------- | ----------------------------------------------------------------- | ------------ | --------------- |
| Попович Володимир Іванович  | Сільський голова, 1970 року народження, освіта вища, позапартійна | 26.03.2006   | 31.10.2010      |
| Попович Володимир Іванович  | Сільський голова, 1970 року народження, освіта вища, безпартійний | 31.10.2010   |                 |

Примітка: таблиця складена за даними сайту Верховної Ради України

### Депутати
За результатами місцевих виборів 2010 року депутатами ради стали:

#### За суб'єктами висування
| Суб'єкт висування | Кількість обраних депутатів | %    |
| ----------------- | --------------------------- | ---- |
| Самовисування     | 11                          | 91,7 |
| Партія регіонів   | 1                           | 8,3  |

#### За округами
| № округу        | Прізвище, ім'я, по батькові       | Дата визнання обраним | Освіта             | Партійна приналежність                        | Відомості про обраного депутата                                     |
| --------------- | --------------------------------- | --------------------- | ------------------ | --------------------------------------------- | ------------------------------------------------------------------- |
| Партія регіонів |                                   |                       |                    |                                               |                                                                     |
| 1               | Ярощук Лариса Василівна           | 04.11.2010            | середня            | член Партії регіонів                          | ПП «АФРО», завідувачка гаража                                       |
| Самовисування   |                                   |                       |                    |                                               |                                                                     |
| 2               | Продан Валентина Іванівна         | 04.11.2010            | вища               | позапартійна                                  | Червоноволодимирівська загальноосвітня школа, директор              |
| 3               | Шедевр Домнікія Дмитрівна         | 04.11.2010            | середня спеціальна | член Партії регіонів                          | тимчасово не працює                                                 |
| 4               | Школьник Оксана Миколаївна        | 27.12.2010            | середня            | позапартійна                                  | тимчасово не працює                                                 |
| 5               | Біферт Микола Олександрович       | 04.11.2010            | вища               | член Всеукраїнського об'єднання «Батьківщина» | тимчасово не працює                                                 |
| 6               | Біферт Наталія Францівна          | 04.11.2010            | вища               | позапартійна                                  | Червоноволодимирівська сільська рада, секретар                      |
| 7               | Науменко Анатолій Федорович       | 04.11.2010            | вища               | позапартійний                                 | Червоноволодимирівська сільська рада, змлевпорядник                 |
| 8               | Плавницький Віталій В'ячеславович | 04.11.2010            | вища               | позапартійний                                 | Червоноволодимирівська сільська рада, бухгалтер                     |
| 9               | Захаренко Валерій Юрійович        | 04.11.2010            | вища               | позапартійний                                 | приватний підприємець                                               |
| 10              | Войтенко Микола Степанович        | 04.11.2010            | середня спеціальна | позапартійний                                 | тимчасово не працює                                                 |
| 11              | Лавницька Тетяна Володимирівна    | 04.11.2010            | середня спеціальна | позапартійна                                  | Червоноволодимирівська сільська рада, технічний працівник           |
| 12              | Думіч Надія Іванівна              | 04.11.2010            | середня спеціальна | позапартійна                                  | Червоноволодимирівський фельдшерсько-акушерський пункт, завідувачка |